# توخلا دوژا
توخلا دوژا (به لاتین: Tuchola Duża) یک منطقهٔ مسکونی در لهستان است که در Gmina Lubsko واقع شده‌است.

## خصوصیات
توخلا دوژا ۲۸۰ نفر جمعیت دارد.